# Fumio Kyūma

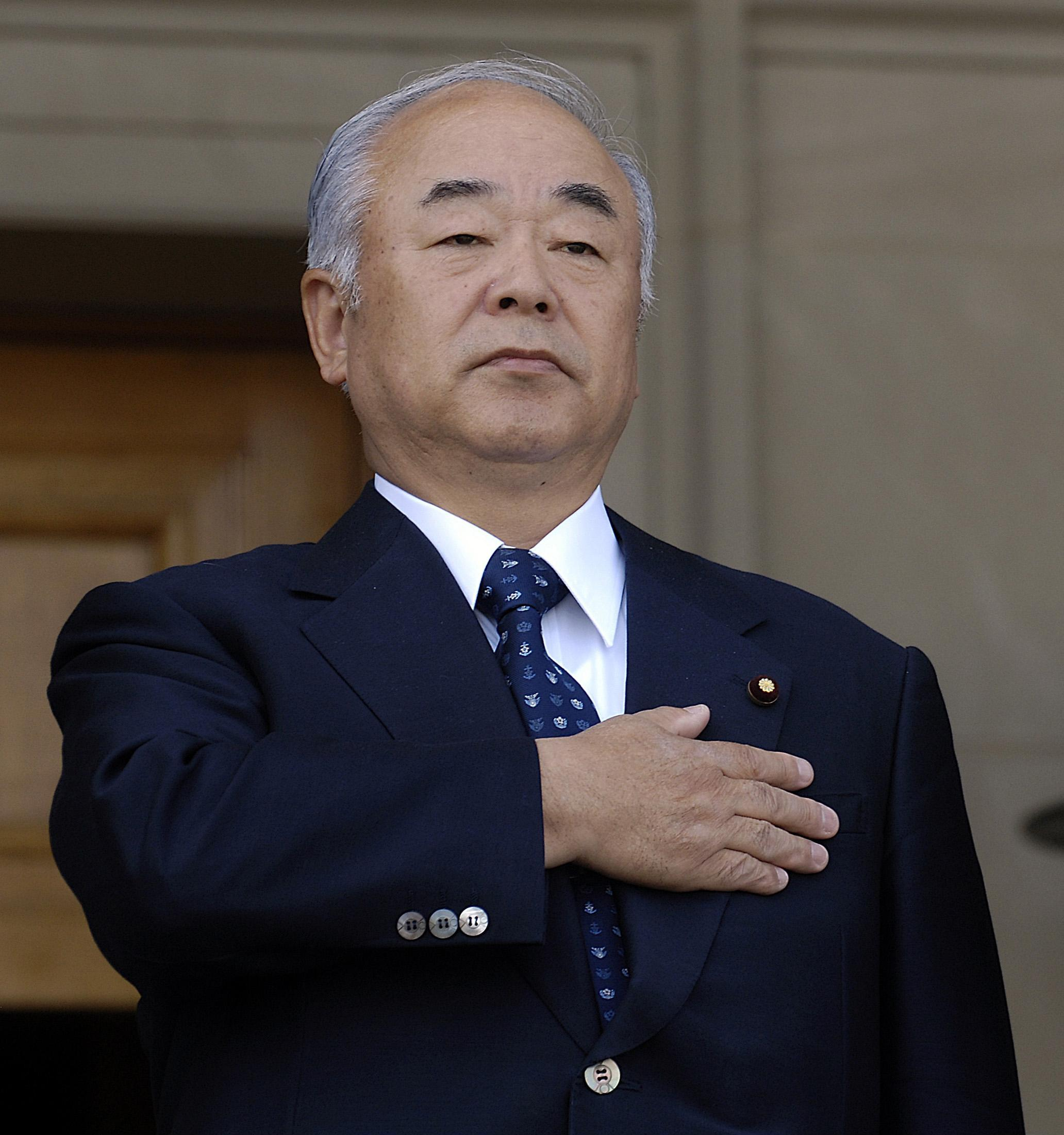
Fumio Kyūma während eines Besuchs in Washington, D.C. am 30. April 2007

Fumio Kyūma (jap. 久間 章生, Kyūma Fumio; * 4. Dezember 1940 in Minami-Shimabara) ist ein japanischer Politiker und war von 1980 bis 2009 im japanischen Parlament vertreten. Im Jahre 2007 fungierte er als erster offizieller Verteidigungsminister des Landes.
Kyūma schloss 1964 sein Studium der Rechtswissenschaften an der Universität Tokyo ab. 1971 wurde er in das Parlament der Präfektur Nagasaki gewählt. Auch zwischen 1996 und 1998 war er für die Landesverteidigung zuständig, allerdings wurde dieser Politikbereich erst im Jahr 2007 in den Kabinettsrang des Ministeriums erhoben.
Kyūmas Amtszeit als Verteidigungsminister fand durch Äußerungen zum Atombombenabwurf auf Nagasaki ein schnelles Ende. Am 30. Juni 2007 bekundete er in einer Rede in der Reitaku-Universität, dass er im Laufe seines Lebens akzeptiert habe, dass der Atombombenabwurf zur Beendigung des Krieges nötig gewesen sei. Obwohl er durch diese Aussage bereits das japanische Tabu über die Atombombenabwürfe herausgefordert hatte, machte er sich dabei eine in der japanischen Gesellschaft verbreitete, hauptsächlich fatalistisch geprägte Haltung zu eigen, die als Shikata ga nai („Es ist nicht zu ändern.“, „Da kann man nichts machen.“) bekannt ist. Diese Hinnahme gesellschaftlich relevanter Ereignisse ist als mögliches Hemmnis für den Aufbau und den Erhalt des allgemeinen zivilgesellschaftlichen Engagements in der öffentlichen Diskussion präsent.
Kyūma hielt eine Entschuldigung trotz Protesten von vielen Seiten für nicht notwendig und versuchte zunächst, seine Aussagen zu relativieren und einzuordnen. Seine am 1. Juli ausgesprochene Entschuldigung wurde daher kaum noch wahrgenommen, sodass er sich am 3. Juli zum Rücktritt entschloss, um nach eigener Aussage den Ruf des Premierministers Shinzō Abe nicht in Mitleidenschaft zu ziehen. Am 4. Juli ernannte Abe Yuriko Koike zu Kyūmas Nachfolgerin. Kyūma steht, wie Premier Abe und weitere Kabinett- und LDP-Parteimitglieder, der als revisionistisch geltenden Nippon Kaigi nahe. 